# دوغ روجرز
دوغ روجرز (بالإنجليزية: Doug Rogers)‏ هو لاعب كرة قدم أمريكية أمريكي، ولد في 23 يونيو 1960 في تشيكو في الولايات المتحدة.